# Alluaudomyia personata
Alluaudomyia personata är en tvåvingeart som beskrevs av Debenham 1971. Alluaudomyia personata ingår i släktet Alluaudomyia och familjen svidknott. Inga underarter finns listade i Catalogue of Life.